# Beautys
Beautys Luncheonette est un restaurant à Montréal (Québec) qui se spécialise dans les déjeuners, brunch et repas de midi. 
Il est situé au coin de l'avenue du Mont-Royal et de la rue Saint-Urbain dans l'ancien quartier juif faisant maintenant partie des quartiers  Plateau Mont-Royal et le Mile End, a son extrémité sud.

## Histoire

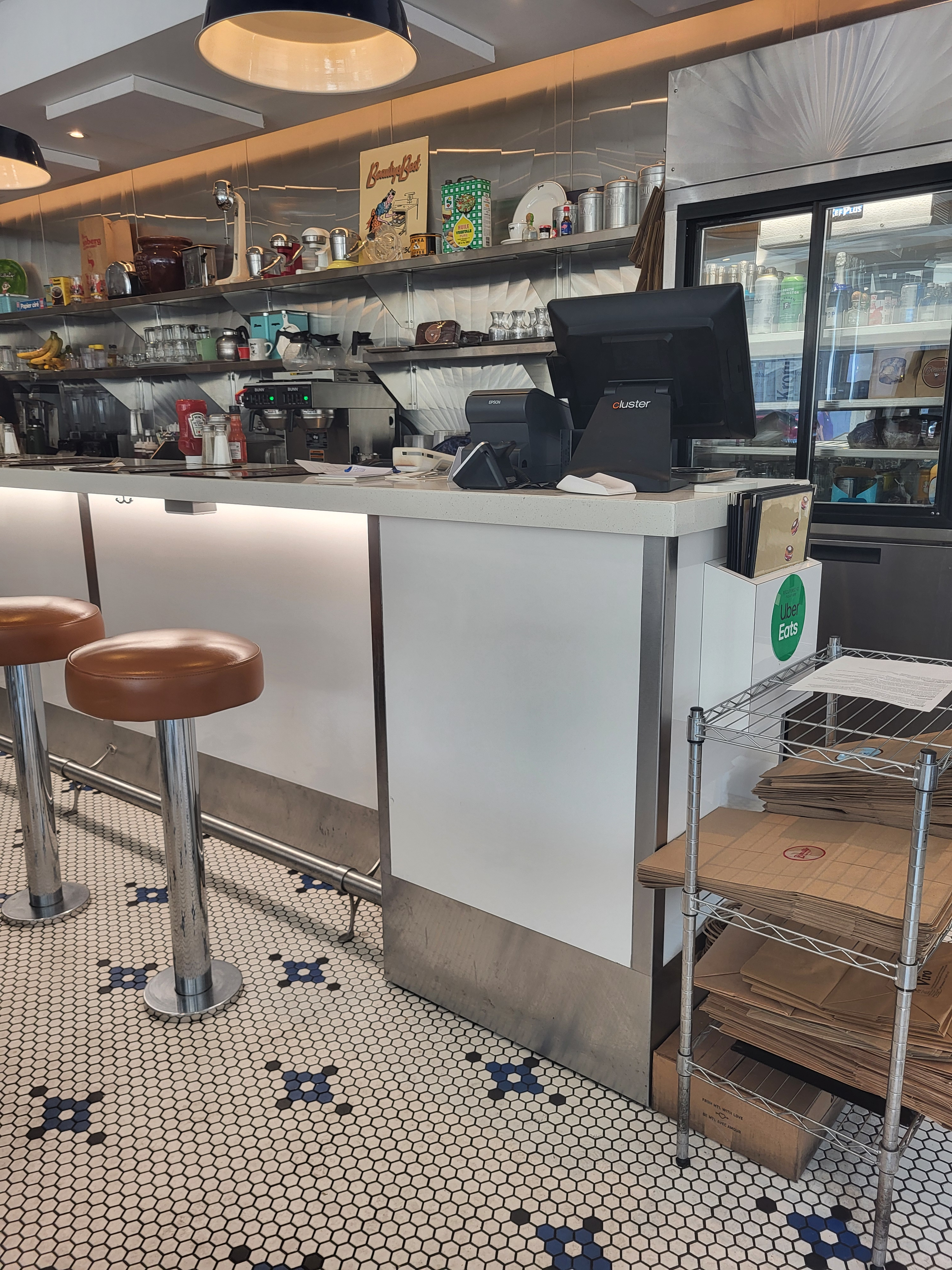
Comptoir, septembre 2024

Le restaurant est fondé en 1942 par Hymie et Freda Sckolnick. Fils d'émigrants juifs russes et orphelin, Hymie travail dans les usines de textile du quartier et fréquente le comptoir-lunch à Bancroft Stationery. ll rencontre sa future épouse au casse-croûte et ensemble le couple rachète l'établissement en 1942 pour 500$. L'homme qui le vend est un joueur local qui demande à être autorisé à continuer son jeu de poker à l'arrière,,. 
Ils l'appellent le Bancroft Coffee Shop, mais ceux du quartier - où vit le couple - le surnomment Beauty's, en référence aux prouesses d'Hymie au bowling. 
Les deux se mettent à vendre des hot-dogs aux travailleurs. Selon leur fils, les ouvriers ont peu de temps pour manger et le restaurant acquiert une réputation de service rapide. Le menu se diversifie. C'est Freda qui crée leur omelette « Mish-Mash », garnie de saucisse, salami, poivron vert et oignons frits. Le couple agrandissent le restaurant en rachetant la boulangerie d'à côté. 
À l'âge de 10 ans, le futur entrepreneur et philanthrope Mel Hoppenheim y travaille, vendant des glaces et des bonbons à l'heure du déjeuner aux clients, en échange d'un hot-dog et d'une boisson avant de retourner à l'école. 
Le fils, Larry, commence à travailler dans l'entreprise en 1966. Ses filles Elena et Julie y travaillent maintenant également. Freda décède en 2008. Hymie est décédé le 27 novembre 2017 à l’âge de 96 ans,.
En octobre 2019, le restaurant a envoyé une mise en demeure aux concurrents qui servent des omelettes similaires, disant qu'il avait déposé le nom Mish-Mash et exigeant qu'ils créditent Beautys ou qu'ils utilisent un nom différent pour leur version du plat. Ils ont également demandé aux concurrents de faire un don de 100 $ par an à l'Hôpital général juif en signe de bonne volonté.

## Rénovation
Le restaurant ferme en mars 2020 pendant la pandémie de COVID-19. Il rouvre en juin 2021, après une rénovation.

## Popularité
Beautys est considéré comme l'un des restaurants légendaires de Montréal,,.